# Episodi de I Jefferson (seconda stagione)
La seconda stagione della serie televisiva I Jefferson è stata trasmessa dal 13 settembre 1975 al 6 marzo 1976 sul canale CBS, posizionandosi al 21º posto nei rating Nielsen di fine anno con il 21,5% di penetrazione.
Mike Evans (Lionel), abbandona la show e viene sostituito da Damon Evans. 
Continuano le peripezie dei Jefferson, una famiglia di colore diventata improvvisamente ricca grazie agli incassi di una catena di lavanderie. Il tran tran quotidiano di George e Louise è messo a dura prova dalle simpatiche intrusioni di mamma Jefferson e dai colpi di testa del figlio Lionel, alle prese con la Laurea. Completano il quadro Harry Bentley, il vicino di casa di origini inglesi e Tom e Helen Willis, una coppia "mista" con la quale i Jefferson hanno diversi scambi di idee.
| nº | Titolo originale            | Titolo italiano | Prima TV USA      | Prima TV Italia |
| -- | --------------------------- | --------------- | ----------------- | --------------- |
| 1  | A Dinner for Harry          |                 | 13 settembre 1975 |                 |
| 2  | George's First Vacation     |                 | 20 settembre 1975 |                 |
| 3  | Louise's Daughter           |                 | 27 settembre 1975 |                 |
| 4  | Harry and Daphne            |                 | 4 ottobre 1975    |                 |
| 5  | Mother Jefferson's Fall     |                 | 11 ottobre 1975   |                 |
| 6  | Jefferson vs. Jefferson     |                 | 18 ottobre 1975   |                 |
| 7  | Uncle Bertram               |                 | 25 ottobre 1975   |                 |
| 8  | Movin' on Down              |                 | 1º novembre 1975  |                 |
| 9  | George Won't Talk           |                 | 8 novembre 1975   |                 |
| 10 | Jenny's Grandparents        |                 | 15 novembre 1975  |                 |
| 11 | George's Best Friend        |                 | 22 novembre 1975  |                 |
| 12 | George and the Manager      |                 | 29 novembre 1975  |                 |
| 13 | George's Alibi              |                 | 6 dicembre 1975   |                 |
| 14 | Lunch With Mama             |                 | 13 dicembre 1975  |                 |
| 15 | George vs. Wall Street      |                 | 20 dicembre 1975  |                 |
| 16 | The Break-Up (1)            |                 | 3 gennaio 1976    |                 |
| 17 | The Break-Up (2)            |                 | 10 gennaio 1976   |                 |
| 18 | Florence's Problem          |                 | 24 gennaio 1976   |                 |
| 19 | Mother Jefferson's Birthday |                 | 31 gennaio 1976   |                 |
| 20 | Louise's Cookbook           |                 | 7 febbraio 1976   |                 |
| 21 | George Meets Whittendale    |                 | 14 febbraio 1976  |                 |
| 22 | Lionel's Problem            |                 | 21 febbraio 1976  |                 |
| 23 | Tennis, Anyone?             |                 | 28 febbraio 1976  |                 |
| 24 | The Wedding                 |                 | 6 marzo 1976      |                 |

## A Dinner for Harry
- Titolo originale: A Dinner for Harry
- Diretto da: Jack Shea
- Scritto da: Don Nicholl, Michael Ross, Bernie West

### Trama
I Jefferson e i Willis hanno organizzato una festa di compleanno per Mr Bentley, cui prende parte anche Mamma Jefferson. George ha fatto le cose in grande ingaggiando un musicista ma quando si presentano i Willis accade l'imprevisto. Tom ha lo stesso smoking che George ritiene esclusivo.

## George's First Vacation
- Titolo originale: George's First Vacation
- Diretto da: Jack Shea
- Scritto da: Frank Tarloff

### Trama
È domenica e George, come sempre quando non lavora, non sa come impiegare il suo tempo. Tom gli fa notare di essere un "lavoro-dipendente". Per il gusto di contraddirlo, Gorge decide di dimostrargli che si sbaglia: lui sa benissimo come rilassarsi e per dimostrarglielo prenota una crociera per lui e Louise. Mamma Jefferson decide di autoinvitarsi.

## Louise's Daughter
- Titolo originale: Louise's Daughter
- Diretto da: Jack Shea
- Scritto da: Jay Moriarty, Mike Milligan

### Trama
È un giorno come tanti altri in casa Jefferson. Almeno finché alla porta non si presenta una giovane donna che afferma essere figlia di Louise.

## Harry and Daphne
- Titolo originale: Harry and Daphne
- Diretto da: Jack Shea
- Scritto da: Lloyd Turner, Gordon Mitchell

### Trama
Mr Bentley è convinto che Daphne, la sua amica di sempre, stia per fargli la proposta di matrimonio. Per non farsi trovare si rifugia nel bagno della casa dei Jefferson mentre George deve tenere a bada un severo ispettore, che ha trovato irregolarità in uno dei suoi negozi.

## Mother Jefferson's Fall
- Titolo originale: Mother Jefferson's Fall
- Diretto da: Jack Shea
- Scritto da: Erik Tarloff

### Trama
Mamma Jefferson si annoia perché nessuno le presta attenzione. George e Louise sono impegnati in una disfida a carte, Lionel e Jenny escono per un concerto. Per attirare su di sé l'attenzione generale finge una rovinosa caduta in cucina, e quando viene scoperta nessuno ha il coraggio di rimproverarla.

## Jefferson vs. Jefferson
- Titolo originale: Jefferson vs. Jefferson
- Diretto da: Jack Shea
- Scritto da: Arthur Marx, Bob Fisher

### Trama
Louise è molto eccitata. È l'anniversario delle sue nozze e si aspetta un regalo da George. Quando il marito si presenta con due biciclette rimane molto sorpresa, ma non tarda a scoprire il vero scopo di quell'insolito regalo.

## Uncle Bertram
- Titolo originale: Uncle Bertram
- Diretto da: Jack Shea
- Scritto da: Lloyd Turner, Gordon Mitchell

### Trama
Mamma Jefferson giunge a casa del figlio molto adirata. Sostiene che un uomo si è rivolto a lei in modo inappropriato in ascensore. Sarà una sorpresa per tutti quando si scoprirà che quest'uomo è il fratello del padre di Tom Willis.

## Movin' on Down
- Titolo originale: Movin' on Down
- Diretto da: Jack Shea
- Scritto da: Ken Levine, David Isaacs

### Trama
George si scoraggia di fronte ad alcune difficoltà finanziarie. Una richiesta di soldi da Lionel e di un aumento di stipendio da Florence lo scoraggiano ancora di più, al punto da fargli meditare di lasciare Manhattan per tornarsene ad Harlem.

## George Won't Talk
- Titolo originale: George Won't Talk
- Diretto da: Jack Shea
- Scritto da: John Ashby

### Trama
George viene invitato a parlare del suo successo davanti ad un pubblico di studenti del college. Il suo entusiasmo si spegne quando viene a sapere che l'evento si svolgerà in un piccolo e misero locale di Harlem.

## Jenny's Grandparents
- Titolo originale: Jenny's Grandparents
- Diretto da: Jack Shea
- Scritto da: James Ritz

### Trama
I genitori di Tom ed Helen non si parlano dal giorno del contestato matrimonio interrazziale dei loro figli. Jenny e suo zio Beltram fanno in modo che si incontrino a casa dei Jefferson senza chiedere prima il parere di George.

## George's Best Friend
- Titolo originale: George's Best Friend
- Diretto da: Jack Shea
- Scritto da: Calvin Kelly (soggetto), Calvin Kelly, Lloyd Turner, Gordon Mitchell (sceneggiatura)

### Trama
Wendel, ex compagno di marina di George, va a trovare il suo vecchio amico. Louise si accorge ben presto che non è il suo vecchio commilitone l'oggetto delle sue attenzioni, e viene aiutata a sbarazzarsi del problema grazie a Mamma Jefferson.

## George's alibi
- Titolo originale: George's alibi
- Diretto da: Jack Shea
- Scritto da: Sandy Krinsky (soggetto), Lloyd Turner, Gordon Mitchell (sceneggiatura)

### Trama
In una nevosa giornata newyorkese, Lionel danneggia il furgone che George gli aveva vietato di usare. Eppure George è convinto di essere stato lui, investendo per di più un pericoloso criminale. Cerca di crearsi un alibi attendibile ma la moglie lo convince a raccontare tutto alla polizia. Quando George sta per costituirsi, Lionel gli dice la verità.